# Philippe Rio
Philippe Rio, né le 26 août 1974, est un homme politique français.
Membre du Parti communiste français, il est maire de Grigny depuis 2012 à la suite de la démission de Claude Vazquez et reconduit dans ses fonctions en 2014 et 2020.
En 2021, il est élu « meilleur maire du monde » par la City Mayors Foundation pour son action contre la pauvreté.

## Biographie

### Origines et formation
Philippe Rio est issu d'une famille ouvrière. Ses parents emménagent à La Grande Borne, à Grigny, quand il a six mois.
Après le bac et une année de chômage, il reprend des études à l'université et obtient un master 2 en urbanisme dans un Institut d'études politiques. Il travaille ensuite dans le domaine du renouvellement urbain pendant dix ans.

### Maire de Grigny
Philippe Rio adhère au Parti communiste français en 1995. Il est élu conseiller municipal de Grigny en 1998 et devient maire de la ville en 2012,. Il conserve ce mandat en 2014 puis en 2020. Il préside par ailleurs la branche française du réseau international Mayors for Peace (en) (Maires pour la Paix).
Maire de la ville considérée comme la plus pauvre de France métropolitaine selon les données de l’Observatoire des inégalités, Philippe Rio se distingue par son engagement politique en faveur des banlieues populaires. En 2015, il fait partie des quelques maires qui remettent à François Hollande un manifeste appelant à « réimplanter la République dans ses quartiers populaires », notamment en matière d'accès à l'éducation, à l'emploi et à la sécurité,.
Aux côtés d'autres élus, il est à l'origine  en 2017 de « l'appel de Grigny » issu des premiers états généraux de la politique de la ville, pour alerter sur la suppression des aides aux associations, et des crédits de politique de la ville,.
Face à la pandémie de Covid-19, il met en place des distributions de colis alimentaires et d’ordinateurs aux élèves qui en ont besoin. En décembre 2020, il lance un nouveau plan de lutte contre la pauvreté comprenant 21 mesures, parmi lesquelles des places de crèche, la gratuité des petits-déjeuners dans les écoles maternelles, des repas à 1 euro ou moins dans les écoles, la garantie d’un parcours de formation, l’accompagnement dans l’accès aux droits sociaux ou bien encore le développement de l’accès à la santé.
En 2021, il est présélectionné par la World Mayor Award en vue d'une série de prix récompensant tous les deux ans l'action de maires à travers le monde. Le 14 septembre 2021, il est élu « meilleur maire du monde » par la fondation à but non lucratif. Ce choix est motivé par le fait que le maire de Grigny « a développé une vision positive mais pragmatique dans son combat contre la pauvreté et l’exclusion sociale », pour son volontarisme en matière « d’éducation et de culture » et pour son investissement dans « les énergies renouvelables ».
En mars 2023, il est invité, dans le cadre de son action au sein de l’association Cités et Gouvernements locaux unis, à la Conférence des Nations unies sur l’eau à New York. Pour améliorer la gestion de l'eau, il suggère de « remunicipaliser et déprivatiser » la distribution de l'eau, citant l'exemple de la régie de Grand Paris Sud, et de créer un « service public universel ».

## Résultats électoraux

### Élections municipales
Les résultats ci-dessous concernent uniquement les élections où il est tête de liste.
| Année | Parti | Parti | Commune | 1er tour | 1er tour | 1er tour | 2d tour | 2d tour | 2d tour | Sièges obtenus |
| Année | Parti | Parti | Commune | Voix     | %        | Rang     | Voix    | %       | Rang    | Sièges obtenus |
| ----- | ----- | ----- | ------- | -------- | -------- | -------- | ------- | ------- | ------- | -------------- |
| 2014  |       | UG    | Grigny  | 2 442    | 51,25    | 1er      |         |         |         | 27 / 35        |
| 2020  |       | PCF   | Grigny  | 1 703    | 50,33    | 1er      | 27 / 35 |         |         |                |

### Élections législatives
| Année | Parti | Parti | Circonscription  | 1er tour | 1er tour | 1er tour | 2d tour | 2d tour | 2d tour | Issue |
| Année | Parti | Parti | Circonscription  | Voix     | %        | Rang     | Voix    | %       | Rang    | Issue |
| ----- | ----- | ----- | ---------------- | -------- | -------- | -------- | ------- | ------- | ------- | ----- |
| 2017  |       | PCF   | 10e de l'Essonne | 2 849    | 10,72    | 6e       |         |         |         | Battu |